# Uenoa lobata
Uenoa lobata är en nattsländeart som först beskrevs av Hwang 1957.  Uenoa lobata ingår i släktet Uenoa och familjen Uenoidae. Inga underarter finns listade i Catalogue of Life.